# Mistrzostwa Europy U-19 w Piłce Nożnej 2015
Mistrzostwa Europy U-19 w Piłce Nożnej 2015 – 14. edycja turnieju piłkarskiego o miano najlepszej reprezentacji piłkarskiej Europy w kategorii do lat 19. Tegoroczna edycja odbywa się w dniach 6 – 19 lipca w Grecji. W turnieju mogą brać udział wyłącznie zawodnicy urodzeni po 1 stycznia 1996 roku.

## Kwalifikacje
Wszystkie 54 federacje zrzeszone w UEFA zgłosiły swoje reprezentacje do startu w kwalifikacjach do turnieju. Jako gospodarze Grecy mieli zapewniony udział w turnieju finałowym, natomiast pozostałe 53 federacje walczyły o pozostałe 7 miejsc. Faza kwalifikacyjna składała się z dwóch rund: runda eliminacyjna, która została rozegrana jesienią 2014 roku oraz runda elitarna, która odbyła się wiosną 2015 roku.

### Zakwalifikowane zespoły
Następujące osiem zespołów zakwalifikowało się do udziału w turnieju finałowym.
Uwaga: Statystyka występów liczona jest od czasu reformy rozgrywek (w 2002 roku.)

| Reprezentacja | Sposób kwalifikacji              | Liczba występów | Ostatni występ | Najlepszy wynik                                  |
| ------------- | -------------------------------- | --------------- | -------------- | ------------------------------------------------ |
| Grecja        | Gospodarz                        | 5               | 2012           | Finał (2007, 2012)                               |
| Hiszpania     | zwycięzca runda elitarna grupa 1 | 10              | 2013           | Mistrzostwo (2002, 2004, 2006, 2007, 2011, 2012) |
| Niemcy        | zwycięzca runda elitarna grupa 2 | 6               | 2014           | Mistrzostwo (2008, 2014)                         |
| Rosja         | zwycięzca runda elitarna grupa 3 | 1               | 2007           | Faza grupowa (2007)                              |
| Holandia      | zwycięzca runda elitarna grupa 4 | 2               | 2013           | Faza grupowa (2010, 2013)                        |
| Ukraina       | zwycięzca runda elitarna grupa 5 | 3               | 2014           | Mistrzostwo (2009)                               |
| Austria       | zwycięzca runda elitarna grupa 6 | 5               | 2014           | Półfinał (2003, 2006, 2014)                      |
| Francja       | zwycięzca runda elitarna grupa 7 | 7               | 2013           | Mistrzostwo (2005, 2010)                         |

### Losowanie grup
Losowanie grup turnieju finałowego odbyło się 9 czerwca 2015 w Katerini. Osiem zespołów zostało podzielonych na dwie grupy po cztery zespoły w każdej. Żaden podział na koszyki nie był stosowany, jedynie Grecja jako gospodarz została przed losowaniem przypisana na pierwszym miejscu w grupie A.

## Stadiony
Mistrzostwa rozgrywane są na trzech stadionach w trzech różnych miastach: Katerini, Weria oraz Larisa.
| Larisa                                              | Weria                                               | Katerini                                            |
| --------------------------------------------------- | --------------------------------------------------- | --------------------------------------------------- |
| AEL FC Arena                                        | Stadion Miejski w Werii                             | Stadion Miejski w Katerini                          |
| 39°36′55.5″N 22°23′57.8″E / 39.615417°N 22.399389°E | 40°32′02.9″N 22°12′08.2″E / 40.534139°N 22.202278°E | 40°15′40.3″N 22°30′44.0″E / 40.261194°N 22.512222°E |
| Pojemność: 16,118                                   | Pojemność: 7,000                                    | Pojemność: 4,956                                    |

## Składy
Każdy zespół musiał zgłosić listę 18 zawodników uprawnionych do gry w turnieju.

## Faza grupowa
Zwycięzcy oraz zespoły z drugich miejsc w każdej grupie uzyskiwały awans do półfinału.

Zasady ustalania kolejności w tabeli:
W przypadku gdy dwie lub więcej drużyn zakończyły zmagania z taką samą liczbą punktów stosuje się następujące zasady dotyczące ustalenia ostatecznej kolejności:
1. Liczba punktów zdobytych przez drużyny w bezpośrednich meczach rozegranych między nimi;
2. Bilans bramek drużyn z uwzględnieniem meczów, które rozegrały one między sobą;
3. Liczba strzelonych bramek przez drużyny – również w meczach, które rozegrały między sobą;
4. Jeżeli po rozpatrzeniu punktów 1-3 dwie drużyny ciągle zajmują ex-aequo jedno miejsce, punkty 1) do 3) rozpatruje się ponownie dla tych dwóch drużyn, aby ostatecznie ustalić ich pozycje w grupie. Jeśli ta procedura nie wyłoni zwycięzcy, stosuje się po kolei punkty od 5 do 9;
5. Bilans bramek obu drużyn, z uwzględnieniem wszystkich meczów w grupie;
6. Liczba strzelonych bramek przez obie drużyny we wszystkich meczach w grupie;
7. zachowanie drużyn pod względem fair play (w finałach mistrzostw) 1 punkt za każdą żółtą kartkę, 3 punkty za czerwoną kartką (w przypadku otrzymania czerwonej kartki w konsekwencji dwóch napomnień drużynie przyznawane są wyłącznie 3 punkty za czerwoną kartkę). Wyżej sklasyfikowana zostaje drużyna, która zdobędzie mniej punktów;
8. losowanie.

Jeżeli dwie drużyny uzyskały tę samą liczbę punktów, tę samą liczbę bramek i w ostatnim meczu grupowym między tymi drużynami padł remis, kolejność tych drużyn rozstrzygają rzuty karne, pod warunkiem, że żadne inne drużyny nie uzyskały tej samej liczby punktów we wszystkich meczach grupowych. Jeżeli więcej niż dwie drużyny uzyska tę samą liczbę punktów, stosuje się wyżej wymienione kryteria.
Godziny rozpoczęcia meczów podano według strefy czasowej UTC+02:00.

### Grupa A
| Zespół       | Pkt | M | W | R | P | Br+ | Br− | +/− |
| ------------ | --- | - | - | - | - | --- | --- | --- |
| Francja U-19 | 9   | 3 | 3 | 0 | 0 | 6   | 1   | +5  |
| Grecja U-19  | 4   | 3 | 1 | 1 | 1 | 2   | 2   | 0   |
| Austria U-19 | 2   | 3 | 0 | 2 | 1 | 2   | 3   | −1  |
| Ukraina U-19 | 1   | 3 | 0 | 1 | 2 | 3   | 7   | −4  |

| 6 lipca 2015 19:30 | Grecja U-19 · Orphanides 20' · Karahalios 76' | 2–0 | Ukraina U-19 | Stadion Miejski w Werii, Weria Widzów: 3430 Sędzia: Anthony Taylor |
|                    |                                               |     |              |                                                                    |

| 6 lipca 2015 20:00 | Austria U-19 | 0–1 | Francja U-19 · Blin 34' | Stadion Miejski w Katerini, Katerini Widzów: 3687 Sędzia: Georgij Kabakow |
|                    |              |     |                         |                                                                           |

| 9 lipca 2015 18:00 | Ukraina U-19 · Zubkow 55' | 1–3 | Francja U-19 · Guirassy 31' · Dembélé 62' · Łukianczuk 90+2' (sam.) | AEL FC Arena, Larisa Widzów: 1619 Sędzia: Andris Treimanis |
|                    |                           |     |                                                                     |                                                            |

| 9 lipca 2015 21:00 | Grecja U-19 | 0–0 | Austria U-19 | AEL FC Arena, Larisa Widzów: 13453 Sędzia: Andreas Ekberg |
|                    |             |     |              |                                                           |

| 12 lipca 2015 20:00 | Francja U-19 · Diakhaby 5' · Dembélé 64' | 2–0 | Grecja U-19 | Stadion Miejski w Katerini, Katerini Widzów: 4149 Sędzia: Marco Guida |
|                     |                                          |     |             |                                                                       |

| 12 lipca 2015 20:00 | Ukraina U-19 · Zubkow 14' · Łuczkewycz 63' | 2–2 | Austria U-19 · Kvasina 47', 87' | Stadion Miejski w Werii, Weria Widzów: 992 Sędzia: Tamás Bognar |
|                     |                                            |     |                                 |                                                                 |

### Grupa B
| Zespół         | Pkt | M | W | R | P | Br+ | Br− | +/− |
| -------------- | --- | - | - | - | - | --- | --- | --- |
| Rosja U-19     | 4   | 3 | 1 | 1 | 1 | 5   | 4   | +1  |
| Hiszpania U-19 | 4   | 3 | 1 | 1 | 1 | 5   | 4   | +1  |
| Holandia U-19  | 4   | 3 | 1 | 1 | 1 | 2   | 2   | 0   |
| Niemcy U-19    | 4   | 3 | 1 | 1 | 1 | 3   | 5   | −2  |

| 7 lipca 2015 17:30 | Holandia U-19 · Van Amersfoort 44' | 1–0 | Rosja U-19 | AEL FC Arena, Larisa Widzów: 2038 Sędzia: Tamás Bognar |
|                    |                                    |     |            |                                                        |

| 7 lipca 2015 20:45 | Niemcy U-19 | 0–3 | Hiszpania U-19 · Merino 8' · Mayoral 72' (k.) · Nahuel 90+3' | AEL FC Arena, Larisa Widzów: 7883 Sędzia: Marco Guida |
|                    |             |     |                                                              |                                                       |

| 10 lipca 2015 18:00 | Hiszpania U-19 · Mayoral 13' | 1–3 | Rosja U-19 · Barinow 37' · Gasilin 48' · Şeydayev 54' | Stadion Miejski w Werii, Weria Widzów: 1322 Sędzia: Georgij Kabakow |
|                     |                              |     |                                                       |                                                                     |

| 10 lipca 2015 20:00 | Włochy U-19 · Rizzo 89' | 1–0 | Holandia U-19 | Stadion Miejski w Katerini, Katerini Widzów: 3753 Sędzia: Anthony Taylor |
|                     |                         |     |               |                                                                          |

| 13 lipca 2015 20:00 | Rosja U-19 · Kehrer 32' (sam.) · Biezdienieżnych 45+2' | 2–2 | Niemcy U-19 · Kehrer 12' · Werner 65' | Stadion Miejski w Katerini, Katerini Widzów: 3658 Sędzia: Andreas Ekberg |
|                     |                                                        |     |                                       |                                                                          |

| 13 lipca 2015 20:00 | Hiszpania U-19 · Mirani 8' (sam.) | 1–1 | Holandia U-19 · Van Amersfoort 54' (k.) | Stadion Miejski w Werii, Weria Widzów: 1811 Sędzia: Andris Treimanis |
|                     |                                   |     |                                         |                                                                      |

## Faza finałowa
W fazie finałowej, dogrywka oraz seria rzutów z punktu karnego są używane do wyłonienia zwycięzcy w razie remisu.

### Drabinka
|  |                     |                |            |                     |  |       |       |       |
|  | Półfinał            | Półfinał       | Półfinał   |                     |  | Finał | Finał | Finał |
|  | Półfinał            | Półfinał       | Półfinał   |                     |  | Finał | Finał | Finał |
|  | 16 lipca – Katerini |                |            |                     |  |       |       |       |
|  |                     |                |            |                     |  |       |       |       |
|  | Francja U-19        | Francja U-19   | 0          |                     |  |       |       |       |
|  | Francja U-19        | Francja U-19   | 0          | 19 lipca – Katerini |  |       |       |       |
|  | Hiszpania U-19      | Hiszpania U-19 | 2          |                     |  |       |       |       |
|  | Hiszpania U-19      | Hiszpania U-19 | 2          | Hiszpania U-19      |  |       |       |       |
|  | 16 lipca – Larisa   |                |            |                     |  |       |       |       |
|  |                     |                | Rosja U-19 |                     |  |       |       |       |
|  | Rosja U-19          | Rosja U-19     | 4          |                     |  |       |       |       |
|  | Rosja U-19          | Rosja U-19     | 4          |                     |  |       |       |       |
|  | Grecja U-19         | Grecja U-19    | 0          |                     |  |       |       |       |
|  | Grecja U-19         | Grecja U-19    | 0          |                     |  |       |       |       |

### Półfinały
| 16 lipca 2015 18:00 | Rosja U-19 · Czernow 50', 79' · Gasilin 52' · Şeydayev 65' (k.) | 4–0 | Grecja U-19 | AEL FC Arena, Larisa Widzów: 14856 Sędzia: Tamás Bognar |
|                     |                                                                 |     |             |                                                         |

| 16 lipca 2015 20:45 | Francja U-19 | 0–2 | Hiszpania U-19 · Asensio 88', 90+5' | Stadion Miejski w Katerini, Katerini Widzów: 3812 Sędzia: Andreas Ekberg |
|                     |              |     |                                     |                                                                          |

### Finał
| 19 lipca 2015 20:00 | Hiszpania U-19 · Mayoral 39' · Nahuel 78' | 2–0 | Rosja U-19 | Stadion Miejski w Katerini, Katerini Sędzia: Anthony Taylor |
|                     |                                           |     |            |                                                             |

## Najlepsi strzelcy
3 gole
- Borja Mayoral

2 gole
- Marko Kvasina
- Moussa Dembélé
- Pelle van Amersfoort
- Nikita Czernow
- Aleksiej Gasilin
- Ramil Şeydayev
- Marco Asensio
- Nahuel
- Ałeksandr Zubkow

1 gol
- Alexis Blin
- Mouctar Diakhaby
- Serhou Guirassy
- Thilo Kehrer
- Gianluca Rizzo
- Timo Werner
- Zisis Karahalios
- Petros Orphanides
- Dmitrij Barinow
- Igor Biezdienieżnych
- Mikel Merino
- Wałeryj Łuczkewycz

gol samobójczy
- Thilo Kehrer (dla Rosji)
- Damon Mirani (dla Hiszpanii)
- Pawło Łukianczuk (dla Francji)